# Zaragoza (La Libertad)
Pour les articles homonymes, voir Zaragoza.
Zaragoza est une municipalité du département de La Libertad au Salvador.
La ville est située au sud-ouest de la capitale San Salvador et entre la capitale départementale Santa Tecla et La Libertad.
Avec 48 400 habitants, selon une estimation de sa population en 2020, elle occupe le sixième rang par sa population dans le département de La Libertad.
C'est un centre urbain en plein essor depuis vingt ans, profitant de sa situation surburbaine aux abords de l'Aire Métropolitaine de San Salvador, la capitale du pays.
Ses activités économiques sont principalement basée sur la production du café et l'industrie laitière.